# Helvina lanuginosa
Helvina lanuginosa là một loài bọ cánh cứng trong họ Cerambycidae.